# 남방잎꼬리도마뱀붙이
남방잎꼬리도마뱀붙이(Saltuarius swaini)는 서던 리프테일 게코(southern leaf-tailed gecko), 보더 레인지 리프테일 게코(Border Ranges leaf-tailed gecko)로도 불리며, 호주에 토착하는 도마뱀붙이류의 일종이다. 퀸즐랜드주 남부와 뉴사우스웨일스주 북부의 해안가 산맥에 분포한다. 우림에 서식하며 큰 나무뿌리와 교살무화과 안에서 살아간다.

## 위장
이 녀석이 위협받거나 붙잡히면 포식자의 주의를 돌리기 위해 꼬리를 끊을 수 있다. 잘린 부분에서 새 꼬리가 자라나지만, 새 꼬리는 예전과는 달리 결절도 없고 몸통과는 무늬, 색깔이 다르다. 남방잎꼬리의 몸뚱아리는 밝은, 혹은 어두은 갈색 바탕에 더 짙은 무늬를 띈다.

## 생애주기
암컷은 대개 늦은 봄에 한두 개의 껍질이 부드러운 알을 산란한다. 알의 길이는 최대 28mm에 달한다. 알들은 축축한 토양이나 잎더미에 파묻어서 말라죽는 것을 방지한다. 3달 후면 새끼가 부화하여 스스로를 지키기 시작하며, 태어난지 며칠 뒤면 곤충을 잡아먹기 시작한다. 완전히 성숙하려면 2년이 걸리며, 최대 8년을 더 살아갈 수 있다.

## 식성
남방잎꼬리는 주로 곤충을 먹는다.